# 2017 ワールド・ベースボール・クラシック 決勝トーナメント
2017 ワールド・ベースボール・クラシック 決勝トーナメント（ロサンゼルスラウンド）（英語: 2017 World Baseball Classic Pool Final Los Angeles）は、ワールド・ベースボール・クラシック第4回大会の、アメリカ合衆国カリフォルニア州ロサンゼルスで開催される決勝トーナメント。2017年3月20日から3月22日までの日程で、ドジャー・スタジアムで開催。

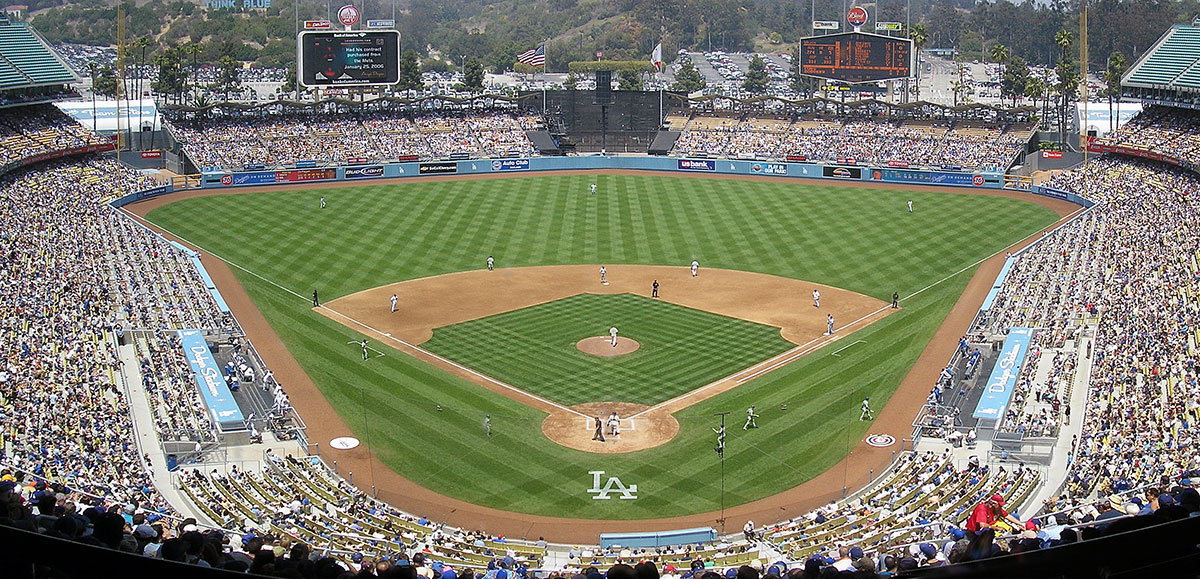
ドジャー・スタジアム

## 経緯
2016年
- 8月26日 - 同組が発表[1]。

2017年
- 3月15日 - E組にて日本がイスラエルに勝利し、決勝トーナメント進出を果たした[2]。この試合結果を受け、オランダの決勝トーナメント進出も決まった[3]。
- 3月17日 - F組にてプエルトリコがアメリカ合衆国に勝利し、2次ラウンドの成績が2勝1敗で並ぶ可能性のあるアメリカ合衆国、ドミニカ共和国のいずれにも直接対決で勝利しているため、決勝トーナメント進出を決めた[4]。
- 3月18日 - アメリカ合衆国代表がドミニカ共和国に勝利し、決勝トーナメント進出を果たした[5]。
- 3月20日 - 22日開催予定。

## 大会概要
E組、F組上位2チームが出場予定。

## 試合結果

### GAME1／準決勝第1試合 (3月20日)
18:09試合開始、試合時間4時間19分、観衆24,865人
| プエルトリコ | 4 - 3 | オランダ |

|              | 1 | 2 | 3 | 4 | 5 | 6 | 7 | 8 | 9 | 10 | 11 | R | H  | E |
| ------------ | - | - | - | - | - | - | - | - | - | -- | -- | - | -- | - |
| オランダ     | 2 | 0 | 0 | 0 | 1 | 0 | 0 | 0 | 0 | 0  | 0  | 3 | 11 | 0 |
| プエルトリコ | 2 | 1 | 0 | 0 | 0 | 0 | 0 | 0 | 0 | 0  | 1x | 4 | 12 | 0 |

1. （延長11回タイブレーク）
2. オ：リック・バンデンハーク、ジェイアー・ジャージェンス、シャイロン・マルティス、トム・ストイフバーゲン、ケンリー・ジャンセン、ルーク・ファンミル
3. プ：ホルヘ・ロペス、ヘクター・サンティアゴ、ジョー・ヒメネス、アレックス・クラウディオ、ジョゼフ・コローン、エドウィン・ディアス
4. 勝利：エドウィン・ディアス
5. 敗戦：ルーク・ファンミル
6. 本塁打
オ：ウラディミール・バレンティン
プ：カルロス・コレア
7. 審判
［球審］バークスデール
［塁審］キム、ドレイク、クーパー
［外審］エスティビジョン、グリーブ

プエルトリコがサヨナラ勝利で2大会連続の決勝進出を決めた。しかも、ここまで負けなしで決勝進出は初となった。オランダはまたしても準決勝で姿を消した。
出典：

### GAME2／準決勝第2試合 (3月21日)
18:10試合開始、試合時間3時間12分、観衆33,462人
| 日本 | 1 - 2 | アメリカ合衆国 |

|                | 1 | 2 | 3 | 4 | 5 | 6 | 7 | 8 | 9 | R | H | E |
| -------------- | - | - | - | - | - | - | - | - | - | - | - | - |
| アメリカ合衆国 | 0 | 0 | 0 | 1 | 0 | 0 | 0 | 1 | 0 | 2 | 6 | 0 |
| 日本           | 0 | 0 | 0 | 0 | 0 | 1 | 0 | 0 | 0 | 1 | 4 | 1 |

1. ア：タナー・ロアーク、ネイト・ジョーンズ、アンドリュー・ミラー、サム・ダイソン、マーク・マランソン、パット・ネシェック、ルーク・グレガーソン
2. 日：菅野智之、千賀滉大、平野佳寿
3. 勝利：サム・ダイソン
4. セーブ：ルーク・グレガーソン
5. 敗戦：千賀滉大
6. 本塁打
日：菊池涼介（1号）
7. 審判
［球審］ドレイク
［塁審］クーパー、グリーブ、エスティビジョン
［外審］キム、バークスデール

アメリカは4回、アンドリュー・マカチェンのタイムリーで先制。一方の日本も6回に菊池がホームランを放って同点とした。しかしアメリカは8回、アダム・ジョーンズのサードゴロの間に三塁ランナーが生還し、これが決勝点となりアメリカが史上初の決勝進出を決めた。日本はオランダと同じく、二大会続けて準決勝で姿を消した。 
出典：

### GAME3／決勝戦(3月22日)
18:21試合開始、試合時間3時間30分、観衆51,565人
| プエルトリコ | 0 - 8 | アメリカ合衆国 |

|                | 1 | 2 | 3 | 4 | 5 | 6 | 7 | 8 | 9 | R | H  | E |
| -------------- | - | - | - | - | - | - | - | - | - | - | -- | - |
| アメリカ合衆国 | 0 | 0 | 2 | 0 | 2 | 0 | 3 | 1 | 0 | 8 | 13 | 0 |
| プエルトリコ   | 0 | 0 | 0 | 0 | 0 | 0 | 0 | 0 | 0 | 0 | 3  | 1 |

1. ア：マーカス・ストローマン、サム・ダイソン、パット・ネシェック、デビッド・ロバートソン
2. プ：セス・ルーゴ、ジョー・ヒメネス、ホセ・ベリオス、J.C.ロメロ、ヒラム・ブルゴス、アレックス・クラウディオ、エミリオ・パガン
3. 勝利：マーカス・ストローマン
4. 敗戦：セス・ルーゴ
5. 本塁打
ア：イアン・キンズラー

アメリカが史上初の優勝を決め、プエルトリコ打線に完封リレーで勝利した。一方、プエルトリコは唯一の大会黒星を喫し全勝優勝とはならなかった。

## 最終順位
| 順位                   | 国・地域       | 勝 | 負 | 得点 | 失点 |
| ---------------------- | -------------- | -- | -- | ---- | ---- |
| 優勝                   | アメリカ合衆国 | 2  | 0  | 10   | 1    |
| 準優勝                 | プエルトリコ   | 1  | 1  | 4    | 11   |
| ベスト4 （準決勝敗退） | オランダ       | 0  | 1  | 3    | 4    |
| ベスト4 （準決勝敗退） | 日本           | 0  | 1  | 1    | 2    |

## テレビ・ラジオ中継

### 日本国内での放送

#### テレビ中継
いずれも日本時間
- 強化試合（3月19日）
  - テレビ朝日（KBCテレビ・大分朝日放送との3局ネット）

放送時間：5:00 - 6:20・6:30 - 7:00[11]
実況：大西洋平 解説：前田智徳 侍ジャパン情報：三上大樹
- 強化試合（3月20日）
  -  TBSテレビ系列

放送時間：5:00[12] - 7:00
実況：戸崎貴広 解説：松中信彦
- 準決勝 Game1（3月21日）
  - TBSテレビ系列

放送時間：9:55 - 14:35（当初予定より40分延長）
実況：新タ悦男 解説：原辰徳、佐々木主浩 リポーター：石井大裕
  - JSPORTS3 9:45 - 14:30
- 準決勝 Game2（3月22日）
  - TBSテレビ系列

放送時間：8:00 - 11:36・11:36 - 13:28・13:28 - 13:55
実況：初田啓介 解説：原辰徳、槙原寛己 ゲスト：黒田博樹 リポーター：新タ悦男
  - JSPORTS3 9:45 - 14:30
- 決勝（3月23日）
  - テレビ朝日系列

放送時間：10:21 - 14:00（60分延長）[13]
実況：清水俊輔 解説：古田敦也、前田智徳 侍ジャパン公認サポートキャプテン：中居正広 リポーター：大西洋平、三上大樹
  - JSPORTS3 9:45 - 15:30

#### ラジオ中継
- 準決勝 Game2（3月22日）
  - ニッポン放送

放送時間：10:00 - 13:45（当初予定より45分延長）
実況：煙山光紀 解説：里崎智也 ベースボールコメンテーター：AKI猪瀬

※なお、日本代表が決勝に進出した場合は以下の各局で放送予定であった。
- 決勝（3月23日）
  - ニッポン放送 （東海ラジオにもネット）

## 始球式
| 試合                               | 試合                                    | 出典   |
| ---------------------------------- | --------------------------------------- | ------ |
| 3月20日 プエルトリコ 対 オランダ   | バート・ブライレブン カルロス・デルガド | [ 14 ] |
| 3月21日 日本 対 アメリカ合衆国代表 | トミー・ラソーダ 野茂英雄               | [ 14 ] |